# سیارک ۱۰۶۰۸
سیارک ۱۰۶۰۸ (به انگلیسی: 10608 Mameta، نامگذاری:1996VB9) ده هزار و ششصد و هشتمین سیارک کشف شده‌است که در ۷ نوامبر ۱۹۹۶ کشف شد.
قدر مطلق سیارک برابر ۵۶.۲ است.